# Nadlesí (evropsky významná lokalita)
Nadlesí je Evropsky významná lokalita vyhlášená v roce 2004 v Karlovarském kraji. Oblast je zahrnuta do soustavy Natura 2000. Předmětem ochrany je rašelinný les, přirozená jezera a tůně, suchá vřesoviště, přechodová rašeliniště, acidofilní smrčiny .

## Popis oblasti
Lokalita se nachází ve Slavkovském lese u obce Nadlesí asi 3,5 km jižně od Lokte. Území má protáhlý tvar ve směru východ – západ, přibližně polovina rozlohy (východní část) leží na území Chráněné krajinné oblasti Slavkovský les.
Geologickým podkladem je žula, na území se vyskytují menší ložiska rašeliny, větší rašelinná plošina leží ve výšce kolem 630  m n. m. Jedná se o území se zachovalými přírodními partiemi. Ve střední části území je kaskáda rybníčků .